# Mario Sansone
Mario Sansone (* 22. Februar 1900 in Lucera; † 2. Januar 1996 in Rom) war ein italienischer Romanist, Italianist und Literaturwissenschaftler.

## Leben und Werk
Sansone studierte in Neapel bei Francesco Torraca (Abschluss 1922). Er habilitierte sich 1941 und war von 1952 bis 1970 Professor für Italienische Literatur an der Universität Bari (1954 auch Dekan). Seine Interpretationsmethode war an Benedetto Croce orientiert. Er war der Vater von Giuseppe Edoardo Sansone.

## Werke

### ZuManzoni
- Saggio sulla storiografia manzoniana, Neapel 1938
- La poesia giovanile di Alessandro Manzoni, Mailand/Messina 1941
- L’opera poetica di Alessandro Manzoni, Mailand/Messina 1947, 1986
- Manzoni francese 1805 – 1810. Dall’Illuminismo al Romanticismo, Rom/Bari 1993
- (Hrsg.) Carte vecchie e nuove sul Manzoni, hrsg. von M. Dell'Aquila, Fasano 1998

### ZuDante Alighieri
- La critica dantesca nell'età romantica, Bari 1965
- Letture e studi danteschi, Bari 1975

### Weitere italienische Literaturgeschichte und -theorie
- Storia della letteratura italiana, Mailand/Messina 1938 (zahlreiche Auflagen)
- Disegno storico della letteratura italiana, Messina 1940 (zahlreiche Auflagen)
- L'Aminta di Torquato Tasso, Mailand/Messina 1941
- Studi di Storia letteraria, Bari 1950
- (Hrsg.) Benedetto Croce, La Letteratura italiana per saggi storicamente disposti, 4 Bde., Bari 1956–1960 (mehrere Auflagen) (1.Dal duecento al cinquecento. 2.Il Seicento e il Settecento. 3.L'ottocento. 4.La letteratura contemporanea)
- (Hrsg.) Torquato Tasso, La Gerusalemme liberata, Bari 1963
- Storicità e letteratura da Machiavelli a Leopardi, Neapel 1997
- Da Bembo a Galiani. Il dibattito sulla lingua italiana, hrsg. von Francesco Tateo, Bari 1999
- Saggi di ermeneutica crociana, hrsg. von Vitilio Masiello, Bari 2002

### Dialektologie, Lexikografie, Geschichte
- Unità poetica e unità dialettica, Bari 1947
- Introduzione allo studio delle letterature dialettali in Italia, Bari 1948, Rom 1994
- (mit Teresa Sansone) Dizionario ideologico. Sinonimi e contrari della lingua italiana, Mailand 1960, 1962, 1968
- (Hrsg. mit Salvatore Paolo) Narratori di Puglia e Basilicata, Mailand 1966 (Vorwort von Nicola Carducci)
- Storia della Facolta di Lettere e Filosofia dell'Universita di Bari, Bari 1984
- (mit Giovanni Sansone) Storia di Stigliano, 3 Bde., ohne Ort 2006–2009